# Oppelhain

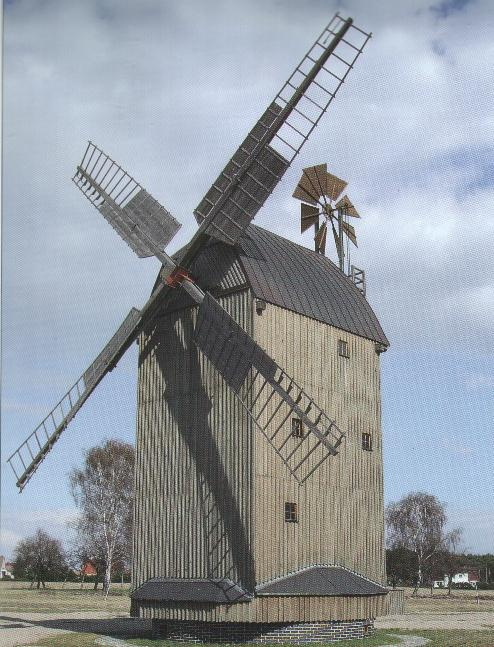
Paltrockwindmühle Oppelhain

Oppelhain  (niedersorbisch Wopaleń) ist ein Ortsteil der Gemeinde Rückersdorf im Amt Elsterland des Landkreises Elbe-Elster in Brandenburg. Auf einer Fläche von 17,4 km² leben 328 Einwohner (2020).

## Lage
Oppelhain liegt in der Niederlausitz inmitten des Naturparks "Niederlausitzer Heidelandschaft", 2 km entfernt der Bahnstrecke Berlin–Dresden (Bahnhof Rückersdorf-Oppelhain). Von Bad Liebenwerda, Doberlug-Kirchhain oder Finsterwalde ist der Ort über eine Landstraße durch die Heide zu erreichen.

## Geschichte

Oppelhain auf einer geschichtlichen Karte des Kreises Liebenwerda (1910).

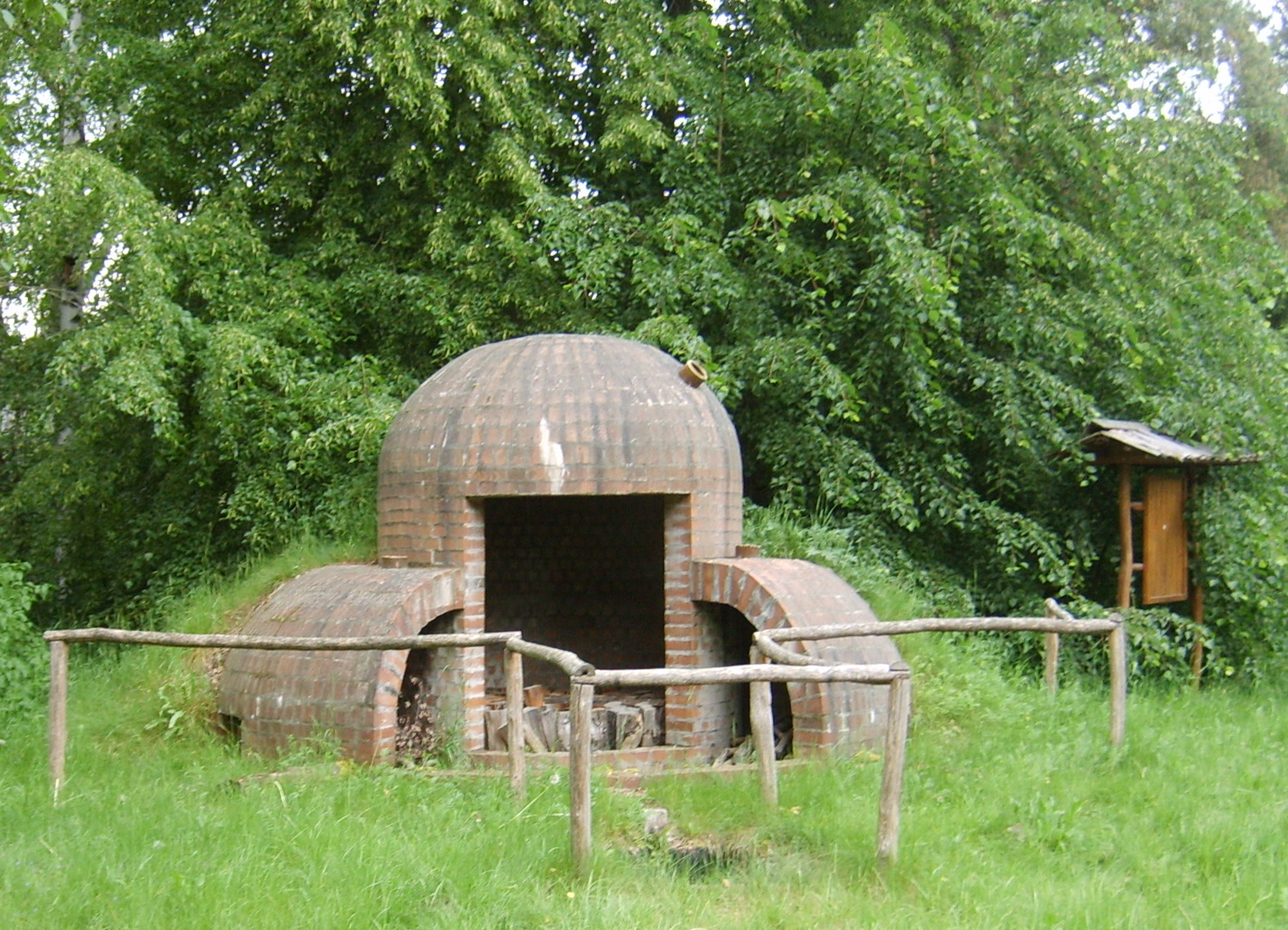
Nachbildung eines historischen Pechofens in Oppelhain Pechhütte

Die erste urkundliche Erwähnung des Ortes stammt aus dem Jahre 1297. Seit dieser Zeit bis 1541 gehörte das Dorf dem Kloster Dobrilugk. Einige Historiker nehmen an, dass der Name Oppelhain dem slawischen Wort opaliti entstammt, was auf eine gemeinsame germanisch-slawische Besiedlung des Dorfes hindeuten würde.
In der Liebenwerdaer Heide wird 1667 erstmals eine Pechhütte genannt, aus welcher der heutige Ortsteil Oppelhainer Pechhütte hervorging.
Nachdem Oppelhain 1815 preußisch wurde, gelangte es 1952 an den Kreis Finsterwalde im Bezirk Cottbus.
1996 weilte Brandenburgs Ministerpräsident Manfred Stolpe im Ort, um den Oppelhainer Kräutergarten einzuweihen.

## Politik
Die Gemeinde Oppelhain verlor am 31. Dezember 2001 ihre Selbstständigkeit und wurde in die Gemeinde Rückersdorf eingegliedert.

### Wappen
Blasonierung: „Schräg geteilt von Silber über Rot, oben ein roter goldbewehrter Hahn, unten ein goldenes Kirchengebäude.“

## Kultur und Sehenswürdigkeiten

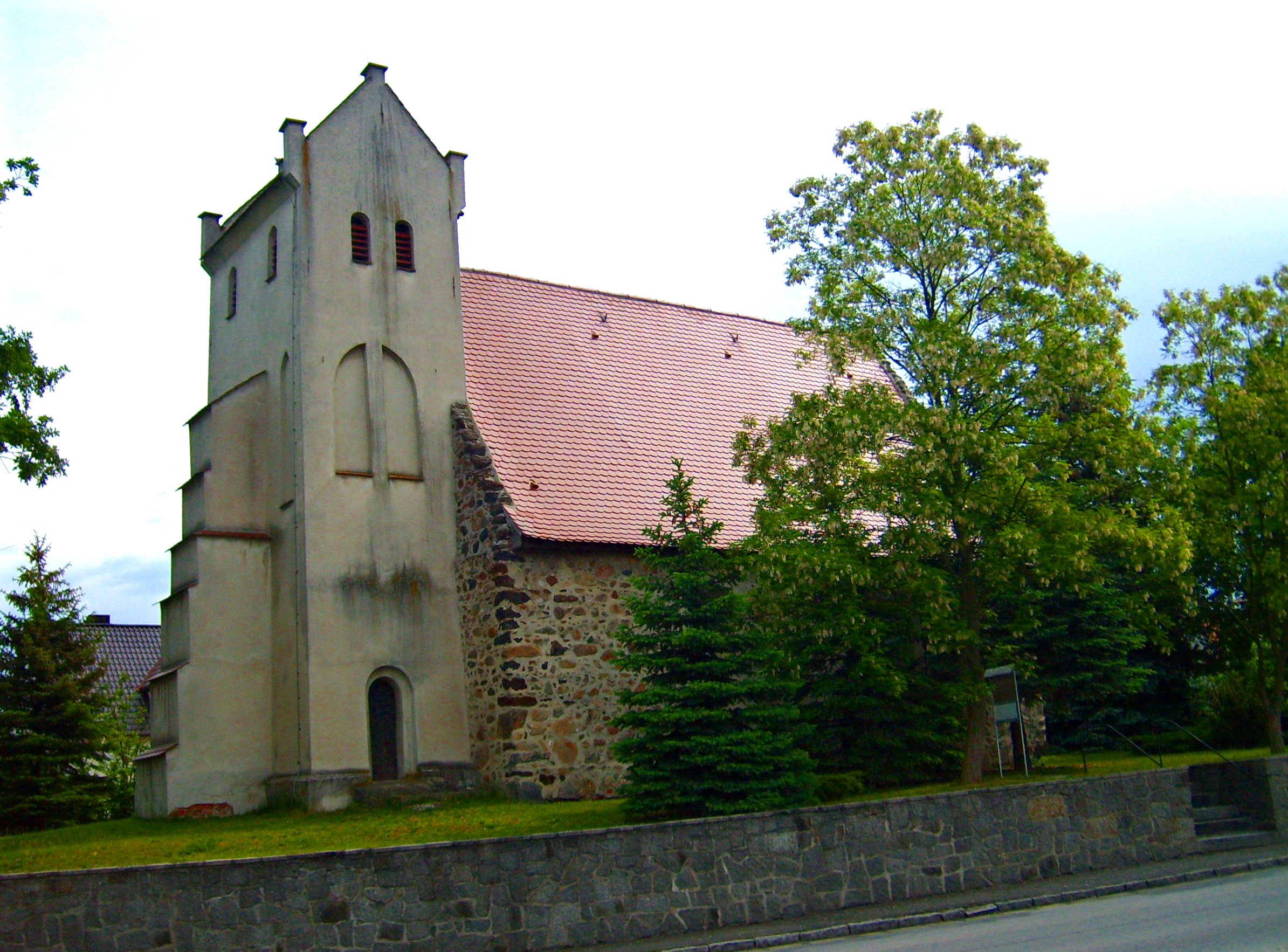
Oppelhainer Feldsteinkirche

- Dorfkirche Oppelhain

→ Spätmittelalterliche Feldsteinkirche mit barockbemalter Bretterdecke und spätgotischem Flügelaltar
- 1863 erbaute Wassermühle, die bis zum Jahr 1967 im Betrieb war.
- Paltrockwindmühle Oppelhain
- Kräutergarten Oppelhain
- Max und Moritz-Weg
- Barfußpfad

## Vereine
- Fußballverein "SV Aufbau Oppelhain e. V."
- Freiwillige Feuerwehr
- Seniorenverein
- Jugendclub
- Heimatverein Oppelhain e. V.